# 李凤楼
李凤楼（1912年6月15日—1988年7月31日），是已故中国足球运动员和教练，中国国家队第一任主教练。
李凤楼出生于直隶省顺天府通州（今北京通州区），毕业于辅仁大学，在北京组建了紫星足球队并担任队长，与在上海和香港的“亚洲球王”李惠堂并称中国“南北两李”。中华人民共和国建立后，李凤楼入伍并成为八一足球队教练，出任第一任中国国家队主教练。1952年，李凤楼原定带队参加芬兰赫尔辛基奥运会，不过中国代表团却全程延误，最终错过了所有比赛。不过他仍然带队完成了中华人民共和国的第一场国际A级比赛，最终中国0比4不敌芬兰国家队。之后李凤楼离任，国家队转而聘请匈牙利人阿姆别尔·约瑟夫执教。
此后李凤楼进入中国足球和中国体育的管理层，历任国家体委球类司副司长、中国足协副主席和主席等职，直到1985年“五·一九”惨败引发球迷闹事后才辞去足协主席职务。1988年，他因病在北京逝世，享年76岁。